# Pablo y Virginia

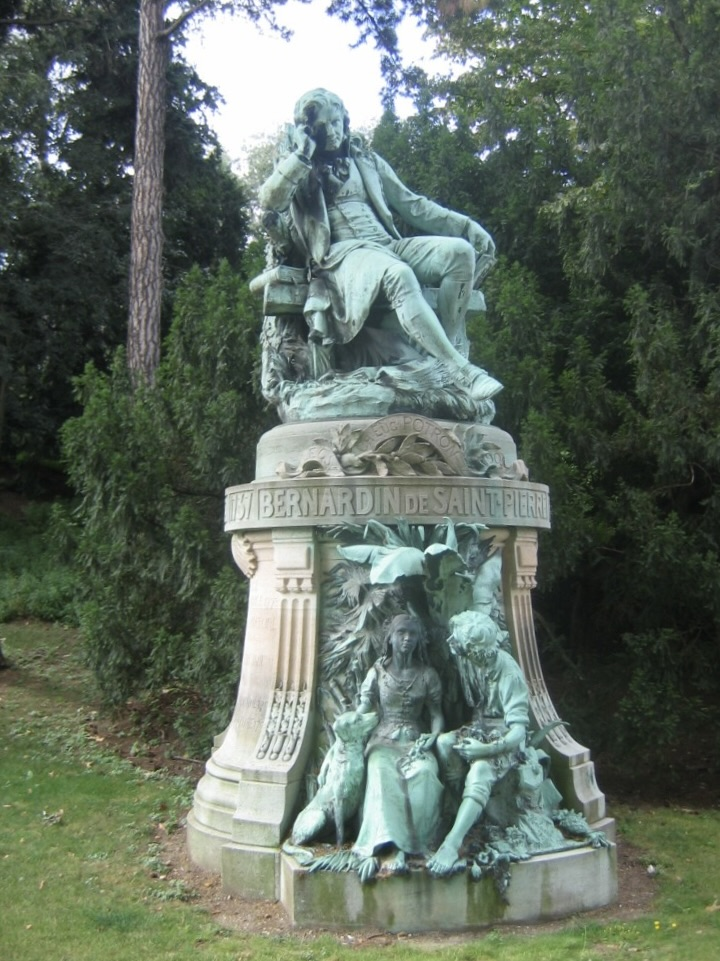
Bernardin de Saint-Pierre perdido en sus pensamientos, en el Jardin des Plantes, París; debajo: Pablo y Virginia.

Pablo y Virginia (en idioma francés, Paul et Virginie o Paul et Virginia) es una novela de Jacques-Henri Bernardin de Saint-Pierre publicada en 1787. Los protagonistas son dos amigos de la infancia que se enamoran inocentemente pero terminan muriendo de forma trágica cuando naufraga el barco Le Saint-Geran, en el que viajan (un hecho real que sucedió en el año 1744). La historia está ambientada en la isla Mauricio durante el gobierno colonial francés. El lugar se llamaba entonces Isla de Francia, y el autor lo había visitado.
Escrita en vísperas de la Revolución francesa, la novela es considerada la mejor obra de Bernardin. Muestra el destino de los hijos de la naturaleza corrompidos por el sentimentalismo falso y artificial que prevalecía en la época entre la élite francesa.
En la Enciclopedia Nuttal se dice que:

es una novela que comienza melodiosamente y termina con el llanto de un mundo agonizante; por todas partes la naturaleza se encuentra en desventaja frente al arte pérfido y enfermo; nada escapa de él, ni siquiera en la isla más remota del mar.

Saint-Pierre atacaba la división de clases presente en la sociedad francesa del siglo XVIII comparadas a la vivida en la isla de Mauricio. En "Pablo y Virginia" describe la hermandad que compartían algunos habitantes de la isla Mauricio, aparte de la igualdad de "la pequeña sociedad", constituida por el linaje y esclavos de Margarita y la señora de La Tour, donde todos compartían las mismas posesiones y trabajaban para sobrevivir, conviviendo en armonía, sin violencia o inquietud. Estas creencias de Saint-Pierre son similares a las de filósofos ilustrados como Jean-Jacques Rousseau. Además, Saint-Pierre apoya la abolición de la esclavitud; en la vida real era amigo de Mahe de Labourdonnais, el gobernador de Mauricio que proporcionó educación y apoyo económico a los nativos de la isla. Aunque Pablo y Virginia poseen esclavos, aprecian su trabajo y no los tratan mal. Cuando otros esclavos de la novela son maltratados, los protagonistas del libro se enfrentan a sus crueles amos.
La novela también presenta una perspectiva ilustrada de la religión, que Dios o «la Providencia» han diseñado el mundo para que sea armonioso y agradable. Los personajes de Pablo y Virginia viven de la tierra sin necesitar tecnología o interferencia humana. Por ejemplo, cuentan el tiempo mirando las sombras de los árboles. Norman Hampson menciona que la idea de Saint-Pierre de la Providencia divina era evidente y que la tierra estaba diseñada para la felicidad del hombre.

## Parodias
- Los personajes centrales son retomados por el escritor  francés Villiers de L'Isle-Adam en su cuento Virginia & Pablo, donde un paseante, que hace la suerte de testigo y narrador, escucha el diálogo nocturno entre Virginia y Pablo, prometiéndose amor, pero con el agregado de que su pensamiento está tristemente definido por cosas de carácter pecunario.[1]
- El autor británico William Hurrel Mallock escribió en 1878 Los nuevos Pablo y Virginia, una novela satírica a partir de la obra de Saint-Pierre.